# Patricia (Schiff, 1951)
Die Patricia war ein 1951 in Dienst gestelltes Passagierschiff des Svenska Lloyd, das für die Reederei bis 1957 im Einsatz stand und anschließend bis 1982 als Kreuzfahrtschiff unter verschiedenen Namen und Eignern fuhr. Ab 1991 diente es als Hotelschiff und ging 1997 zum Abbruch ins indische Alang.

## Geschichte
Die Patricia entstand unter der Baunummer 1884 in der Werft von Swan Hunter in Newcastle upon Tyne und lief am 8. November 1950 vom Stapel. Nach der Ablieferung an den Svenska Lloyd am 4. Mai 1951 nahm das Schiff am 7. Mai den Liniendienst von Göteborg nach London auf. In den Wintermonaten stand es für Kreuzfahrten im Einsatz. Zudem wurde die Patricia mehrfach an andere Reedereien verchartert, darunter 1955 an die Hamburg-Amerikanische Packetfahrt-Actien-Gesellschaft (HAPAG).
Im Januar 1957 ging das Schiff in den Besitz der HAPAG über, um nach einem Umbau zum reinen Kreuzfahrtschiff als Ariadne bei Blohm + Voss in Hamburg im Oktober 1957 ab Februar 1958 für Reisen von Hamburg eingesetzt zu werden. Im November 1960 wurde die Ariadne an McCormick Shipping mit Sitz in Panama für Kreuzfahrten von Miami in die Karibik verkauft. In den folgenden Jahren wechselte das Schiff mehrfach den Besitzer, ab 1971 stand es von Port Everglades aus im Einsatz. Nach einem erneuten Besitzerwechsel war es 1972 kurzzeitig aufgelegt, ging im Mai 1973 an Bon Vivant Cruises und stand fortan unter Charter der Bahama Cruise Line als Freeport II zwischen Miami und Nassau im Einsatz. 
Nach Umbauarbeiten in Piräus im Dezember 1973 erhielt die Freeport II im April 1974 den Namen Bon Vivant. Sie gehörte nun der griechischen Reederei Chandris und wurde für Kreuzfahrten im Mittelmeer eingesetzt. Das Schiff unternahm jedoch auch Reisen unter Charter anderer Reedereien, unter anderem 1974 und 1975 in die Karibik. Von Januar bis Dezember 1977 lag die Bon Vivant als Hotelschiff in Dubai.
Im März 1979 erhielt das Schiff den Namen Ariane, lag jedoch von Oktober 1979 bis Mai 1982 in Piräus auf. Anschließend kam sie noch einmal kurz für unter Charter für eine einzelne Reise ab Genua zum Einsatz, ehe sie im Juni 1982 endgültig ausgemustert wurde. Nach sieben Jahren Liegezeit ging das Schiff 1989 als Empress Katerina an ein Unternehmen in Zypern. Nach einem Umbau zum Wohnschiff lag die Empress Katerina ab 1991 in Ho-Chi-Minh-Stadt, seit 1995 ankerte sie in der Subic-Bucht.
1997 wurde das Schiff zum Abbruch ins indische Alang verkauft, wo es am 18. Dezember 1997 unter dem Überführungsnamen Empress 65 eintraf.